# Ioan Alexi
Ioan Alexi, magyaros írásmóddal Alexi János (Szilágyperecsen, 1801. június 21. – Szamosújvár, 1863. június 29.) görögkatolikus püspök, nyelvész.

## Élete
Szegényparaszti családból származott, apja molnár, más források szerint pásztor volt. Az elemi iskolát Szilágysomlyón, a középiskolát Nagykárolyban és Nagyváradon végezte. Samuil Vulcan püspök a bécsi egyetemre küldte teológiát tanulni, ahol a Szent Borbála-kollégium ösztöndíjasa lett. 1825. október 31-én szentelték pappá, Kisbáródon kapott lelkipásztorságot. 1831-ben Nagyváradra hívta püspöke és levéltárnokká, majd titkárává tette. 1837-ben váradolaszi plébános, majd tiszteletbeli és 1845-ben valóságos kanonok lett.
1854. március 17-én az uralkodó kinevezte az éppen akkor alakított szamosújvári görögkatolikus egyházmegye püspökévé, ehhez IX. Piusz pápa 1854. december 16-án járult hozzá. 1855. október 28-án szentelték fel a balázsfalvi katedrálisban. Megszervezte az új egyházmegyét, amelynek során sok nehézséget okozott, hogy az egyházmegye részben Magyarország, részben Erdély területén feküdt, így kétfelé kellett a hatóságokkal leveleznie. Elrendelte az egyházi javak nyilvántartását és évenkénti könyvelési zárását. 1858. január 1-jétől bevezette a latin betűkkel írt anyakönyvezést az addigi cirill betűs helyett. Megszervezte az elemi szintű felekezeti oktatást, és tanfelügyelőket nevezett ki. 1859-ben egy latin tannyelvű szemináriumot alapított (Liceul teologic regesc episcopal domestic). Saját költségén nyomatta ki a kis, közepes és nagy katekizmust.
Nyelvészként a román nyelv latin eredete mellett állt ki.
Tüdőgyulladásban halt meg 1863-ban, sírja a szamosújvári plébánia temetőjében található.

## Munkái
- Gramatica Daco-Romana sive Valachica, latinitate donata, aucta ac in huc ordinem redacta, opere ei studio Ioannis Alexi, clerici almae dioeceseos G. R. C. Magnus Varadiniensis in caesareo regio convictu Viennensi alumni theologi absoluti. Vienne apud bibliopolam Iosephum Geistinger 1826